# Le baccanti (film)
Le baccanti è un film del 1961 diretto da Giorgio Ferroni, ispirato all'omonima tragedia di Euripide.

## Trama
Tebe, la città natale di Dioniso (nato dall'unione tra il dio Zeus e la mortale Semele), soffre di una terribile siccità, che scatena il malcontento popolare. A questo si aggiungono le accuse dell'indovino Tiresia, che adduce la siccità all'ira di Dioniso, incolpando il re Penteo di non credere alla sua natura divina e di non riverirlo.
Manto, figlia di Tiresia, dona dell'acqua a uno sconosciuto, che contraccambia con del vino sacro a Dioniso. Si confida poi con la sua amica Dirce, discutendo dei loro rispettivi destini infelici: Manto diventerà vergine sacra a Demetra, nonostante sia innamorata del servo Lacdamo, mentre Dirce è promessa sposa di Penteo, pur sognando una vita libera dalla corte.
In seguito a un presagio riferito da un sacerdote, Agave, sorella di Semele e madre di Penteo, rivela a suo figlio l'esistenza di un'antica profezia, secondo la quale Lacdamo sposerà una vergine sacra a Demetra e loro figlio diverrà re di Tebe. Lacdamo è infatti il figlio di Ino, sorella maggiore di Agave, che l'ha fatto rapire e allevare come un servo per conservare il trono per Penteo. Secondo il sacerdote, Manto è la vergine della profezia e sono giunte voci che conosca già Lacdamo. Per evitare allo stesso tempo il compiersi della profezia e i tumulti popolari, Penteo ordina il sacrificio di Manto in onore di Demetra per ottenere migliori raccolti. Dirce intercede invano presso Penteo per impedire il sacrificio di Manto, confermando involontariamente che questa è già innamorata di Ladcamo.
Su suggerimento di Tiresia, la notte prima del sacrificio Dirce beve il vino sacro a Dioniso e si reca con altre donne al Monte Citerone, dove incontra lo straniero che ha donato il vino a Manto. L'indomani, lo straniero sobilla il popolo contro Penteo, mentre un fulmine blocca la mano del sacerdote che avrebbe ucciso Manto. La gioventù tebana si reca quindi in massa al Citerone, per celebrare baccanali in onore di Dioniso e il matrimonio tra Manto e Lacdamo. Lo straniero rivela infatti che Lacdamo è in realtà cugino di Penteo e legittimo re di Tebe: secondo le leggi, può quindi prendere in sposa Manto, anche se questa è già stata consacrata a Demetra.
Penteo invia soldati al Citerone e incarcera i ribelli. Lo straniero riesce a salvarsi, ma l'indomani si reca spontaneamente a palazzo prima delle nozze di Penteo, che lo fa incatenare alle rupi del Citerone. Tuttavia, per placare gli animi del popolo, decide di liberare tutti i giovani catturati, eccetto Manto e Lacdamo.
Dirce visita lo straniero incatenato, del quale si è innamorata: ma lui rivela di essere Dioniso e che presto lascerà il suo corpo mortale. Nel frattempo, Tiresia rivela a Policrate, attuale capo della tribù che fu di Atamante (padre di Lacdamo), che Lacdamo è il vero re di Tebe. I soldati di Policrate liberano lui e Manto e si uniscono alle Baccanti, che sono in battaglia contro l'esercito di Penteo. Lacdamo sconfigge in duello Penteo e diventa il nuovo re di Tebe; Dioniso ascende finalmente a dio, mentre Dirce guiderà le Baccanti.

## Differenze con la mitologia e l'opera di Euripide
- Il personaggio di Lacdamo non esiste; i figli di Ino e Atamante (Learco e Melicerte) morirono da bambini e nessuno di loro sposò Manto.
- Penteo muore ucciso dalla sua stessa madre, divenuta una baccante sotto il controllo di Dioniso.
- Dopo la morte di Penteo, la corona di Tebe passò allo zio Polidoro (unico figlio maschio di Cadmo e futuro bisnonno di Edipo).
- Dirce fu la moglie di Lico, che sarà futuro reggente di Tebe per Labdaco (figlio di Polidoro e cugino di Penteo).
- In virtù di questi fatti, è però possibile che Lacdamo sia ispirato proprio al personaggio di Labdaco.